# کوه ماتاوانو
کوه ماتاوانو (به لاتین: Mount Matavanu) یک کوه در ساموآ است که در Savai'i Island in Samoa واقع شده‌است. کوه ماتاوانو ۵۷۵ متر بالاتر از سطح دریا واقع شده‌است.